# しびん
しびん（尿瓶）は古典落語の演目。別題に花瓶（かびん）、しびんの花活け。宝暦13年(1763年)に出版された笑話本「軽口太平楽」の一遍である「しびんの花活」。

## あらすじ
ある田舎者の武士が道具屋を訪れると、そこにあった尿瓶（しびん）を、珍しい形をした花器（花瓶）と勘違いし、買いたいと申しでる。最初、店主は誤解を解こうとするが、相手の立場を憚って明言できず、これは不浄の物を入れるものだとボカして説明したため、理解してもらえない。結局、店主は開き直り、武士の言い値5両で、尿瓶を珍しい花器として売ってしまう。
帰宅した武士は、さっそく尿瓶を磨くと床の間に花を活けて飾った。そこにちょうど出入りの商人が訪問し、床の間を見て驚き、これは尿瓶だと教える。騙されたとして激怒した武士は、店に舞い戻ると店主を手討ちにしようとするが、店主はひたすらに平服し、病の母のためにやむを得ず売ってしまったと弁明する。これを聞いて武士はしばし考えた末、金はくれてやると言って何もせず帰った。
騒動を見ていた隣の店主が道具屋に「あの武士は良い人だ。騙されたと知っても、金を返せとは言わないんだから」と話しかけると道具屋は言う。
「小便はできねえよ。尿瓶は向こうにあるんだから」

### サゲの解説
サゲは、売買において購入（契約）を取りやめる行為を「小便」（流れるの意）と呼ぶことに引っ掛けている。